# William Mark
William Mark (Berwick-upon-Tweed, 6 de marzo de 1782 - Alhaurín el Grande, 13 de enero de 1849) fue un cónsul británico y gobernador de la colonia británica en el sur de España, además de fundador del Cementerio Inglés de Málaga.

## Primeros años
Nacido en el seno de una familia pobre y numerosa, con once años fue acogido en la casa de un comerciante textil que le enseñó el oficio. Cuando cumplió los dieciocho años, se alistó en la Marina Real británica, donde estuvo bien considerado debido a sus conocimientos de contabilidad.
Tres años después de alistarse en la Marina, fue invitado a cenar en el Victory, donde conoció al almirante Horacio Nelson, a cuyas órdenes sirviódurante algunos meses. Este episodio fue muy celebrado por Mark,quien escribiría un libro contando sus experiencias al servicio del almirante.
En 1808 fue destinado como contador a Gibraltar, donde conoció a Emma Bedwell, con la que contrajo matrimonio en 1810.

## Carrera diplomática

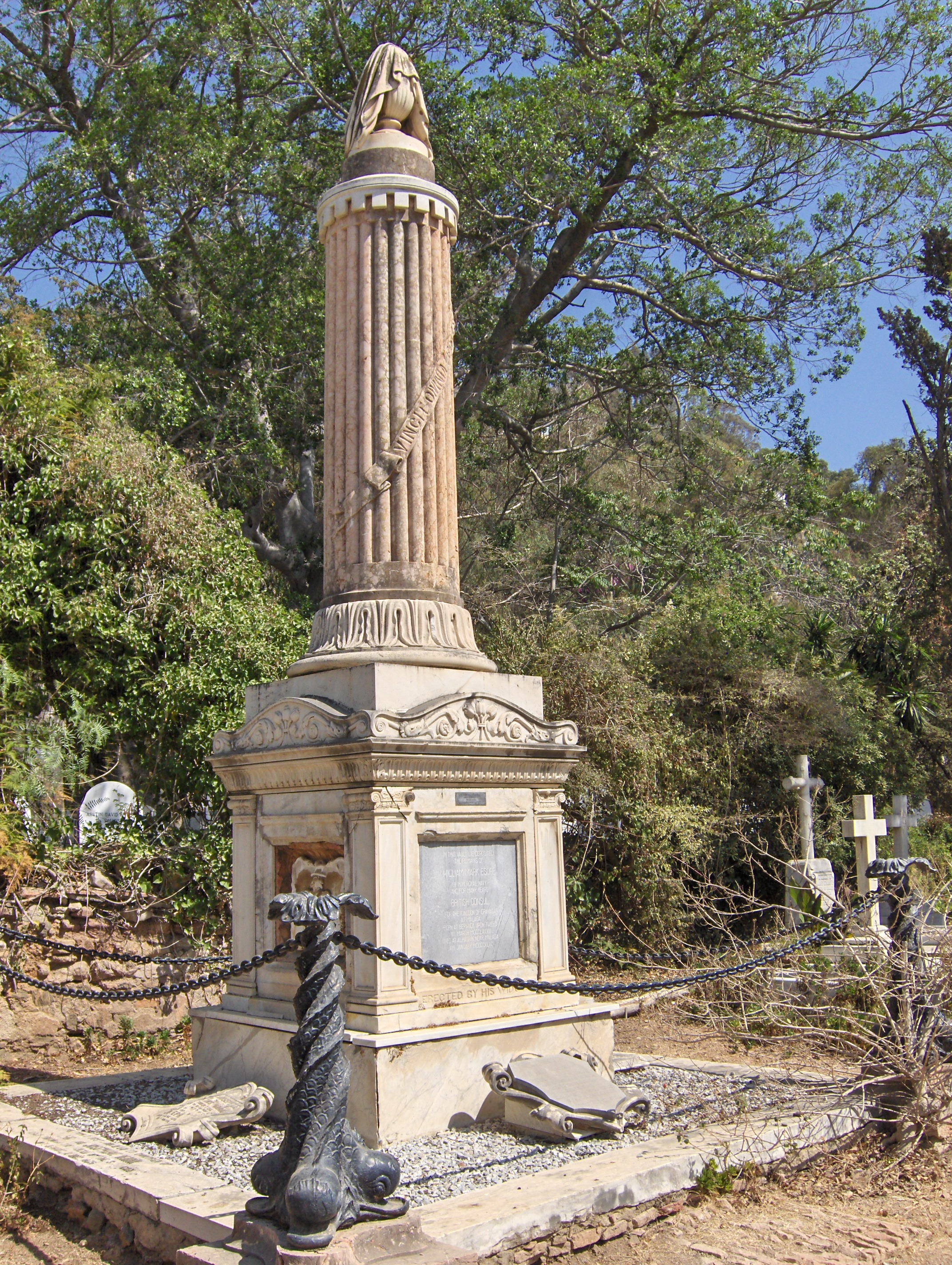
Monumento funerario a William Mark en el Cementerio Inglés de Málaga.

Fue destinado a Málaga para suceder al cónsul en ejercicio, de avanzada edad. Mark y su familia llegaron a Málaga en 1816, aunque no ocupó su cargo de cónsul hasta 1824.
Gracias a sus gestiones como cónsul dirigidas al entonces gobernador de Málaga José Manso, logró la concesión de un lugar de enterramiento propio para la colonia británica en el Cementerio Inglés de Málaga, convirtiéndose desde entonces en el primero de los cementerios protestantes anglicanos que se estableció en España.
También gracias a sus gestiones con las autoridades españolas, logró rescatar el cadáver del joven Robert Boyd, fusilado en la playa de San Andrés como consecuencia de su participación en el pronunciamiento de Torrijos. El cadáver de Boyd fue el segundo en ser inhumado en el recién inaugurado cementerio.
Ejerció como cónsul hasta el año 1837, cuando fue sucedido por su hijo, William Penrose Mark, en el cargo de cónsul y gobernador de la colonia británica en España.

## Muerte
Falleció en Alhaurín el Grande, cerca de Málaga, el 13 de enero de 1849 y fue enterrado en el Cementerio Inglés de Málaga, donde cuenta con un monumento funerario.
En 2007, se descubrió de forma fortuita la cripta donde se encuentra su tumba junto a otras siete personas pertenecientes a la familia Mark, debajo del monumento a su memoria. En la cripta aparecieron, además de la tumba de William Mark, la de su esposa Emma B. Mark (Emma Bedwell), la de tres de sus hijos, la esposa de uno de ellos y un nieto de William Mark de apenas un día de vida.